# Antena logarytmiczno-periodyczna

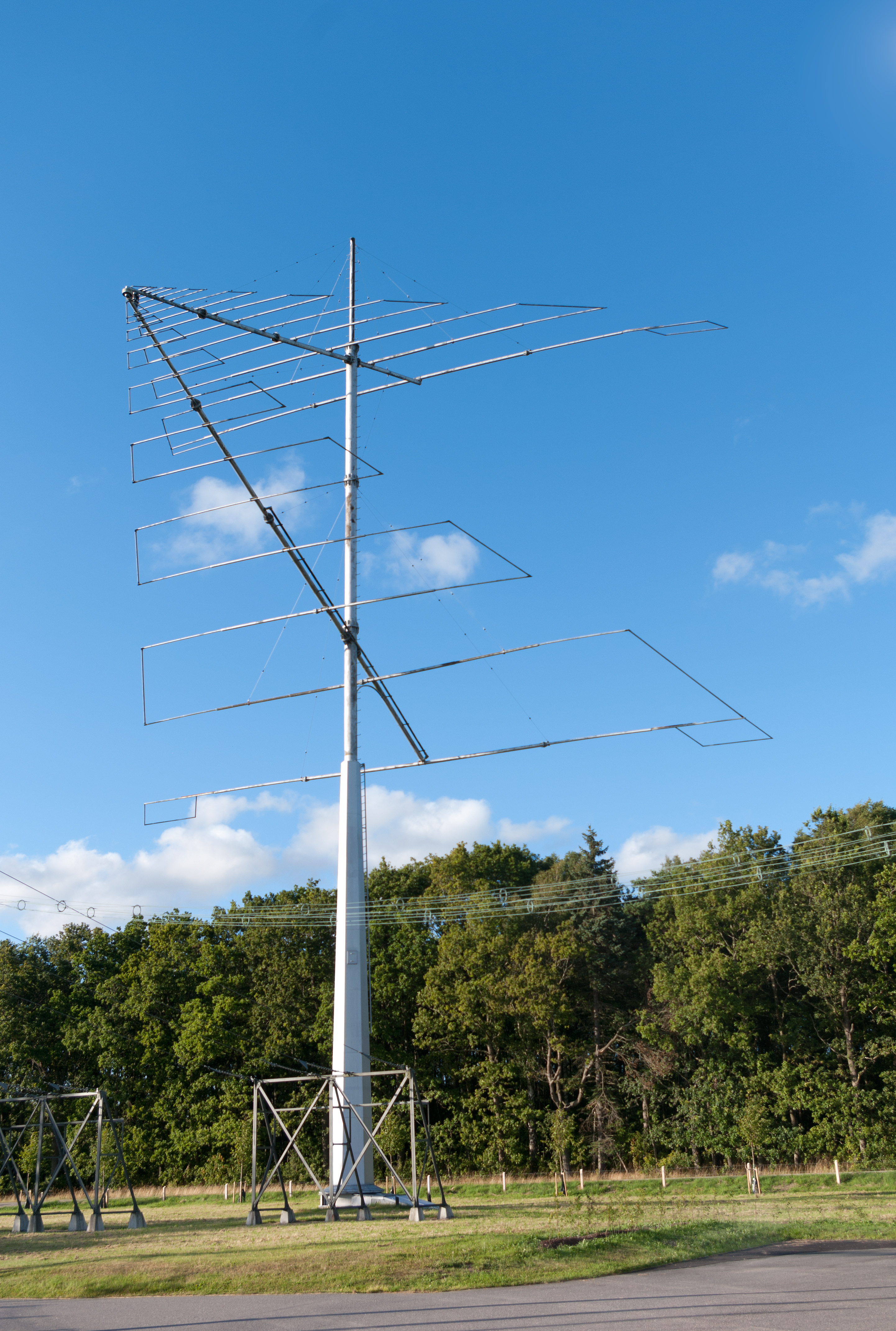
Antena logarytmiczno-okresowa

Antena logarytmiczno-periodyczna (LPDA) – wieloelementową antena kierunkowa zaprojektowana do pracy w szerokim paśmie częstotliwości. Została ona wynaleziona przez Dwighta Isbella i Raymonda DuHamela z Uniwersytetu w Illinois w 1958 roku. LPDA jest anteną o dużym zysku.

## Historia
Okresowa antena logiczna została wynaleziona w 1958 roku przez Dwighta E. Isbella i Raymonda DuHamela z Uniwersytetu Illinois w Urbana-Champaign, gdzie zostały też opatentowane. Licencję projektu anten uzyskał wyłącznie JFD Electronics w Nowym Jorku. Channel Master i Blonder-Tongue zignorowali patenty i wyprodukowali szeroką gamę anten opartych na tym projekcie. Sprawy sądowe dotyczące patentu na antenę, który utraciła UI Foundation, przekształciły się w Doktrynę Blonder-Ten. Po tym incydencie zostały uregulowane prawa patentowe.

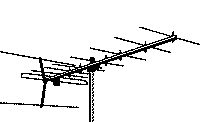
Antena Yagi

## Budowa
LPDA składa się z szeregu półfalowych elementów o stopniowo rosnącej długości, połączonych naprzemianlegle. W związku z tym faza jest odwracana pomiędzy sąsiednimi elementami dipolowymi – zapewnia to prawidłowe fazowanie sygnału pomiędzy różnymi elementami anteny. Zwykle antena zaprojektowana tak, że nadajnik stanowi część struktury mechanicznej anteny. LPDA wyglądają nieco podobnie do anten Yagi, ponieważ obie składają się z elementów prętowych umieszczonych w linii wzdłuż belki podtrzymującej, ale różnią się znacząco sposobem działania. Dodawanie elementów do Yagi zwiększa jej kierunkowość lub wzmocnienie, podczas gdy dodawanie elementów do LPDA zwiększa jej pasmo przenoszenia. Duże zastosowanie znajdują w telewizji naziemnej, ponieważ takie anteny muszą mieć dużą szerokość pasma, aby pokryć pasma telewizyjne o częstotliwościach w przybliżeniu 54-88 i 174–216 MHz w VHF i 470–890 MHz w UHF.

## Wydajność anteny
LPDA jest w stanie działać w zakresie częstotliwości około 2:1 i zapewnia większe wzmocnienie niż antena dipolowa. Podobnie do anteny Yagi wykazuje zysk, ale LPDA jest w stanie działać w znacznie szerszym paśmie i będzie miała niższe wzmocnienie dla równoważnej liczby elementów. Podczas pracy charakterystyka promieniowania konstrukcji LPDA pozostaje zasadniczo taka sama w całym paśmie roboczym. Pod względem specyfikacji typowa antena logarytmiczna może zapewnić od 3 do 6 dB wzmocnienia w stosunku do anteny dipolowej. Przy takim poziomie wydajności idealnie nadaje się do wielu zastosowań, chociaż LPDA będzie znacznie większa niż antena Yagi o podobnym zysku.

## Podstawy teorii
Elementy anteny zmniejszają się, podobnie jak odstępy między nimi od tyłu do przodu. Dodatkowo polaryzacja nadajnika jest odwracana pomiędzy sąsiednimi elementami. Patrząc na działanie okresowej anteny logarytmicznej, przyjmijmy stan, gdy antena znajduje się pośrodku zasięgu działania.

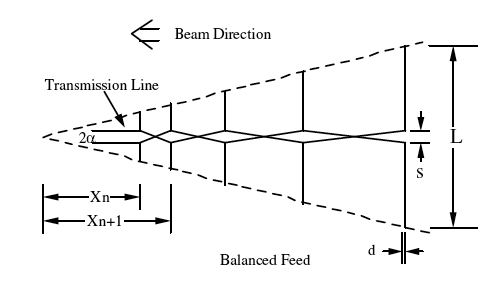
Schemat Anteny

Kiedy sygnał napotyka pierwsze elementy na antenie (tj. te najbliższe z przodu, które są najmniejsze), okaże się, że są one rozmieszczone blisko siebie pod względem roboczej długości fali. Ponieważ sygnał nadajnika jest odwracany pomiędzy elementami, pola z tych elementów będą miały tendencję do zaniku i w efekcie nie wystąpi promieniowanie. Gdy sygnał częstotliwości radiowej przemieszcza się wzdłuż anteny nadajnika, osiąga punkt, w którym odwrócenie nadajnika i odległość między elementami powoduje całkowite przesunięcie fazowe o około 360°. W tym momencie widoczny jest efekt dwufazowych dipoli. Zakres, w którym to występuje, nazywa się aktywnym zakresem LPDA. Chociaż podano tylko przykład dwóch dipoli, w rzeczywistości zakres aktywny może składać się z większej liczby elementów – może to być trzy lub więcej – rzeczywista liczba zależy od kąta α i stałej projektowej. Za obszarem aktywnym sygnał ponownie wypada z fazy i promieniowanie nie pojawia się. Elementy poza aktywnym zakresem otrzymują niewielką moc bezpośrednią. Mimo to stwierdzono, że większe elementy są rezonansowe poniżej częstotliwości roboczej i maja postać indukcyjną. Te z przodu rezonują powyżej częstotliwości roboczej i są pojemnościowe. W związku z tym element znajdujący się bezpośrednio za aktywnym obszarem działa jako reflektor, a elementy znajdujące się z przodu działają jako elementy sterujące. Oznacza to, że kierunek maksymalnego promieniowania jest skierowany w stronę punktu nadawania.